# Presidenti della Provincia di Arezzo
Elenco dei presidenti dell'amministrazione provinciale di Arezzo.

## Regno d'Italia (1861-1946)

### Presidenti del Consiglio provinciale (1861-1926)
- Girolamo Mancini (1862 – 1865)
- Leonardo Romanelli (1865 – 1873)
- Enrico Fossombroni (1873 – 1893)
- Marco Biondi (1893 – 1898)
- Giovanni Battista Martini (1898 – 1899)
- Angiolo Mascagni (1899 – 1900)
- Pietro Maggi (1900 – 1904)
- Giacomo Arrighi Griffoli (1905 – 1915)
- Carlo Boni (1915 – ?)

### Presidenti della Deputazione provinciale (1889-1926)
| Nº | Nº | Ritratto | Nome                      | Mandato | Mandato | Partito |
| Nº | Nº | Ritratto | Nome                      | Inizio  | Fine    | Partito |
| -- | -- | -------- | ------------------------- | ------- | ------- | ------- |
| 1  |    |          | Pietro Maggi              | 1889    | 1899    | ?       |
| 2  |    |          | Giovanni Arrighi Griffoli | 1899    | 1904    | ?       |
| 3  |    |          | Tito Bartolomei           | 1905    | ?       | ?       |

## Italia repubblicana (dal 1946)

### Presidenti della Provincia (dal 1951)

#### Eletti dal Consiglio provinciale (1951-1995)
| Nº | Nº | Ritratto | Nome                 | Mandato        | Mandato        | Partito                                                       |
| Nº | Nº | Ritratto | Nome                 | Inizio         | Fine           | Partito                                                       |
| -- | -- | -------- | -------------------- | -------------- | -------------- | ------------------------------------------------------------- |
| 1  |    |          | Giovanni Ciarpaglini | 1951           | 1953           | Partito Comunista Italiano                                    |
| 2  |    |          | Aureliano Santini    | 1953           | 1964           | Partito Comunista Italiano                                    |
| 3  |    |          | Andrea Guffanti      | 1964           | 1965           | Partito Comunista Italiano                                    |
| 4  |    |          | Mario Bellucci       | 1965           | 1975           | Partito Comunista Italiano                                    |
| 5  |    |          | Italo Monacchini     | 1975           | 1980           | Partito Comunista Italiano                                    |
| 6  |    |          | Tito Barbini         | 1980           | 1985           | Partito Comunista Italiano                                    |
| 7  |    |          | Franco Parigi        | 18 luglio 1985 | 20 giugno 1990 | Partito Comunista Italiano                                    |
| 8  |    |          | Mauro Tarchi         | 20 giugno 1990 | 24 aprile 1995 | Partito Comunista Italiano Partito Democratico della Sinistra |

#### Eletti direttamente dai cittadini (1995-2014)
| Nº  | Ritratto       | Ritratto       | Nome                | Mandato                       | Mandato         | Partito                                                    | Coalizione            | Elezione |
| Nº  | Ritratto       | Ritratto       | Nome                | Inizio                        | Fine            | Partito                                                    | Coalizione            | Elezione |
| --- | -------------- | -------------- | ------------------- | ----------------------------- | --------------- | ---------------------------------------------------------- | --------------------- | -------- |
| (8) |                |                | Mauro Tarchi        | 29 aprile 1995                | 14 giugno 1999  | Partito Democratico della Sinistra Democratici di Sinistra | PDS-PRC               | 1995     |
| 9   |                |                | Vincenzo Ceccarelli | 14 giugno 1999                | 14 giugno 2004  | Democratici di Sinistra Partito Democratico                | L'Ulivo (DS-SDI-PdCI) | 1999     |
| 9   | 14 giugno 2004 | 23 giugno 2009 | Vincenzo Ceccarelli | L'Unione (DS-PRC-DL-SDI-PdCI) | 2004            | Democratici di Sinistra Partito Democratico                |                       |          |
| 10  |                |                | Roberto Vasai       | 23 giugno 2009                | 3 novembre 2014 | Partito Democratico                                        | PD-SEL-IdV            | 2009     |

#### Eletti dai sindaci e consiglieri della provincia (dal 2014)
| Nº   | Nº | Ritratto | Nome                    | Mandato          | Mandato          | Partito                       | Elezione |
| Nº   | Nº | Ritratto | Nome                    | Inizio           | Fine             | Partito                       | Elezione |
| ---- | -- | -------- | ----------------------- | ---------------- | ---------------- | ----------------------------- | -------- |
| (10) |    |          | Roberto Vasai           | 3 novembre 2014  | 31 ottobre 2018  | Partito Democratico           | 2014     |
| 11   |    |          | Silvia Chiassai Martini | 31 ottobre 2018  | 18 dicembre 2022 | Indipendente di centro-destra | 2018     |
| 12   |    |          | Alessandro Polcri       | 18 dicembre 2022 | in carica        | Indipendente di centro-destra | 2022     |